# Outlet trgovina
Outlet trgovina, tovarniški outlet ali specializirana outlet trgovina je trgovina, v kateri proizvajalec ponuja svoje izdelke neposredno končnim kupcem.
Lahko je v fizični obliki ali pa spletna trgovina. V začetkih outlet prodaje je bilo sicer značilno, da je le-ta del tovarne, kjer so od časa do časa po ugodnih cenah na trg ponudili tako rekoč ostanke starih modelov, ki jih v redni prodaji niso prodali končnim uporabnikom. V sodobnih časih pa pogosto govorimo o specializiranih outlet trgovinah, ki niso več del tovarn. Vseeno pa v njihovi ponudbi najdemo izključno izdelke v outlet ponudbi, ki pa so praviloma ali izdelki, ki dlje časa niso bili prodani, ali pa se proizvodnja umika novejšemu, izboljšanemu izdelku in se tovrstni izdelki ponudijo po znižani ceni.

## Zgodovina
Outlet prodajna mesta so se prvič pojavila na vzhodu ZDA v tridesetih letih 20. stoletja. Tovarniške outlet trgovine so zaposlenim po znižani ceni začele ponujati poškodovano ali odvečno blago. Čez nekaj časa se je občinstvo, ki je lahko kupovalo v teh outlet trgovinah, razširilo tudi na nezaposlene. Leta 1936 je Anderson-Little (znamka moških oblačil) odprl samostojno outlet prodajalno, neodvisno od obstoječih tovarn. Do sedemdesetih let 20. stoletja je bil primarni namen teh prodajaln sprejemati in prodajati odvečno ali poškodovano blago. 
Leta 1974 je Vanity Fair odprl prvo trgovsko središče z več trgovinami v Readingu v Pensilvaniji. V osemdesetih in devetdesetih leta so v ZDA trgovska središča hitro rastla. Ta središča so običajno merila okoli 1 do 2 hektarja prodajnih površin, vendar so v osnovi imela možnost enostavnega povečanja na do 5 hektarjev. Povprečno nakupovalno središče je imelo površino 2 ha. Leta 2003 so trgovska središča v ZDA ustvarila 15 milijard dolarjev prihodkov v skupno 260 nakupovališčih.
Število ameriških centrov se je povečalo s 113 v letu 1988 na 276 v letu 1991, na 325 v letu 1997  in 472 v letu 2013.
Outlet centri  niso izključno ameriški pojav. V Kanadi izvira Dixie Outlet Mall iz poznih osemdesetih let, sledila sta mu Vaughan Mills leta 1999 in Toronto Premium Outlets leta 2013. Trgovec BAA McArthurGlen je v Evropi odprl 13 nakupovalnih središč z več kot 1.200 trgovinami in 3 milijoni kvadratnih metrov (približno 30 hektarjev) prodajnih površin; Bicester Village na robu mesta Bicester v Oxfordshiru v Angliji, ki se opisuje kot "outlet vas", je redno postajališče za avtobusne ture tujih turistov, zlasti s Kitajske. Tudi na Japonskem so se v sredini osemdesetih začele specializirane outlet prodajalne pojavljati intenzivneje.

## Razlika med tovarniško in outlet prodajalno
Značilnost tovarniške prodajalne je predvsem ta, da so tukaj na voljo le izdelki ene blagovne znamke. Nahajajo se predvsem v tovarniških prostorih ali v prodajalnah, ki so del le-teh. Po drugi strani pa poznamo trgovine, ki so specializirane za prodajo outlet izdelkov. Včasih jim rečemu tudi outlet centri, če ponujano različne vrste blaga. Pogosto pa govorimo o outlet ponudbi izbrane vrste, kot na primer oblačila, obutev, tehnika in podobno.
Tovarniške outlet prodajalne obstajajo dlje kot specializirane outlet prodajalne in so bile praviloma zgrajene ob tovarnah, kjer so bili izdelki proizvedeni.